# Eudulophasia heterochroa
Eudulophasia heterochroa là một loài bướm đêm trong họ Geometridae.